# Kleinstgleithörnchen
Die Kleinstgleithörnchen (Petaurillus) sind eine in Malaysia verbreitete Gattung der Gleithörnchen. Es handelt sich hierbei um die kleinsten aller Gleithörnchen. Verbreiteter für diese Gattung ist eigentlich der Name „Zwerggleithörnchen“, der aber synonym zur Gattung Petinomys ist.

## Merkmale
Emilias Kleinstgleithörnchen ist mit einer Kopf-Rumpf-Länge von 7 cm und einer Schwanzlänge von 6 cm das kleinste Gleithörnchen. Die anderen Arten sind nur unwesentlich größer. Alle Arten bewohnen dichte tropische Regenwälder und sind wenig erforscht.

## Verbreitung

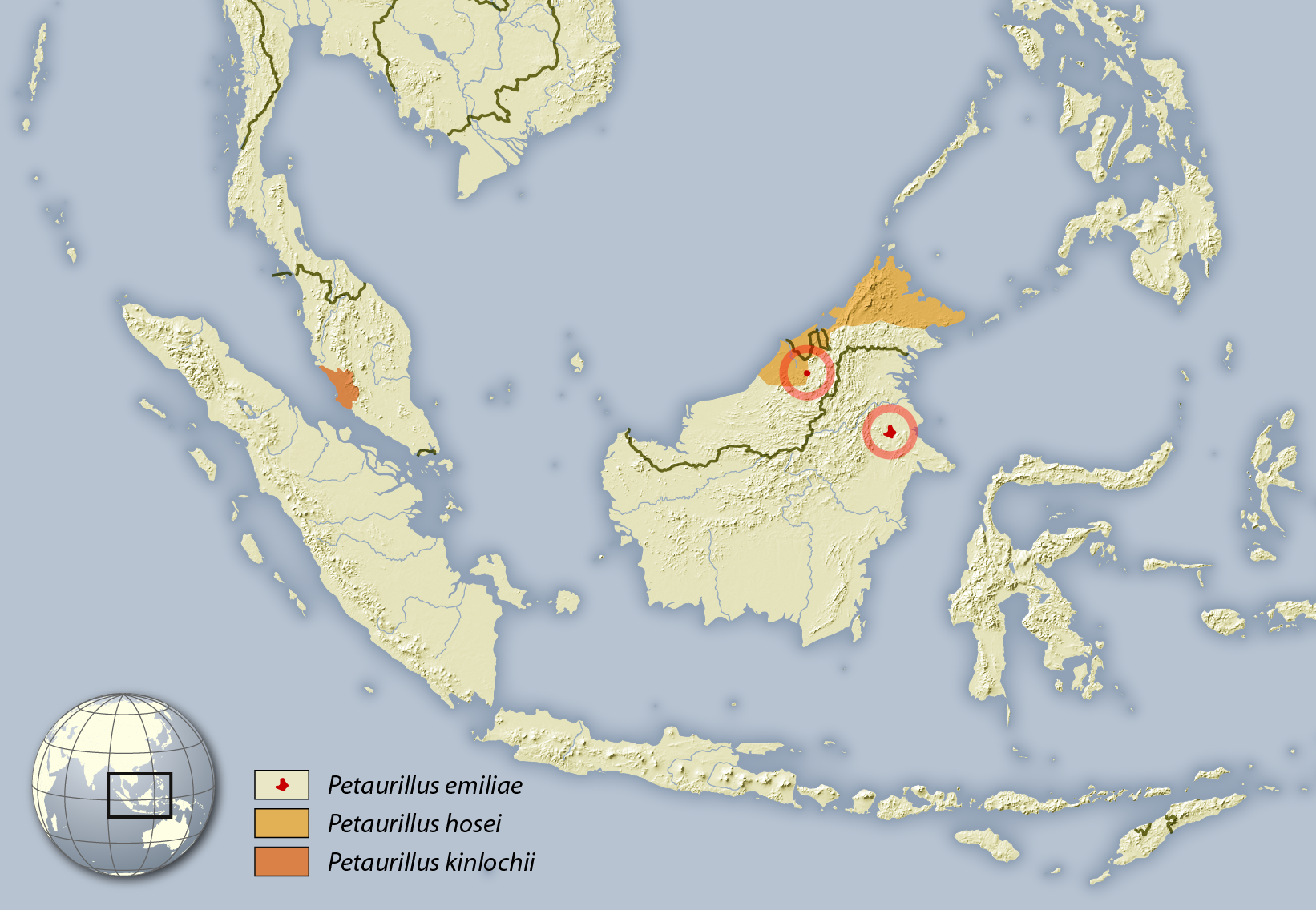
Verbreitungsgebiet der Kleinstgleithörnchen

Die drei Arten der Kleinstgleithörnchen kommen jeweils in sehr begrenzten Gebieten in Südostasien vor. Während das Selangor-Kleinstgleithörnchen im malaiischen Bundesstaat Selangor auf der malaiischen Halbinsel vorkommt, leben die beiden anderen Arten in jeweils eng begrenzten Gebieten auf der Insel Borneo.

## Systematik
Die Gattung Petaurillus wurde 1908 durch den britischen Zoologen Oldfield Thomas erstmals beschrieben und etabliert. Sie entstand bei einer Aufteilung der Gattung Sciuropterus, die später mit Pteromys synonymisiert wurde, in mehrere neue Gattungen. Thomas nutzte dabei zur Abgrenzung von Petaurillus gegenüber den anderen Gattungen vor allem verschiedene Zahnmerkmale. Als nomenklatorischer Typus diente das bereits 1900 von ihm beschriebene Hoses Kleinstgleithörnchen (Petaurillus hosei). Zugleich beschrieb er Emilias Kleinstgleithörnchen (Petaurillus emiliae) als neue Art.
Aktuell werden innerhalb der Gattung drei Arten unterschieden:
- Emilias Kleinstgleithörnchen, Petaurillus emiliae Thomas 1908, nördl. Borneo
- Hoses Kleinstgleithörnchen, Petaurillus hosei (Thomas 1900), nördl. Borneo
- Selangor-Kleinstgleithörnchen, Petaurillus kinlochii (Robinson & Kloss 1911), Malaiische Halbinsel

## Belege
1. ↑  Oldfield Thomas: The genera and subgenera of the Sciuropterus Group, with descriptions of three new species. Annals and Magazine of Natural History 1, 1908; S. 1–8. (Digitalisat).
2. ↑  Genus Petaurillus. In: Richard W. Thorington Jr., John L. Koprowski, Michael A. Steele: Squirrels of the World. Johns Hopkins University Press, Baltimore MD 2012; S. 108 ff. ISBN 978-1-4214-0469-1.
3. ↑  J.L. Koprowski, E.A. Goldstein, K.R. Bennett, C. Pereira Mendes: Genus Petaurillus. In: Don E. Wilson, T.E. Lacher, Jr., Russell A. Mittermeier (Hrsg.): Handbook of the Mammals of the World: Lagomorphs and Rodents 1. (HMW, Band 6) Lynx Edicions, Barcelona 2016, ISBN 978-84-941892-3-4, S. 766.